# George Stewart Symes
Sir George Stewart Symes GBE GCMG DSO, selbst meist nur Stewart Symes genannt (* 1882; † 1962), war ein Offizier der British Army sowie später Oberbefehlshaber der britischen Kolonie Aden, Mandatsgouverneur des nördlichen Distrikts von Palästina, Kolonialgouverneur Tanganjikas und Generalgouverneur des Anglo-Ägyptischen Sudans.

## Biografie
Symes trat 1900 in das britische Militär ein und besuchte die Royal Military Academy Sandhurst. Er diente 1902 im Burenkrieg und von 1903 bis 1904 in Aden. Während des Einsatzes wurde er mit dem Distinguished Service Order (DSO) ausgezeichnet, was für Soldaten im Hinterlandeinsatz sehr ungewöhnlich war. Es folgten weitere Jahre im Sudan. 1917 wurde er zum Companion des Order of St. Michael and St. George ernannt und erhielt den Brevet-Rang eines Lieutenant Colonel.
Nach dem Völkerbundsmandat für Palästina wurde er von 1920 bis 1925 mit als Mandatsgouverneur (district governor) mit Sitz in Haifa mit der Verwaltung des Distrikts Phönikien (1920–1922) und dann des Nördlichen Distrikts (1922–1925; vgl. Distrikte im Mandatsgebiet Palästina) beauftragt und war im Anschluss bis 1928 Chief Secretary der britischen Mandatsregierung (Government of Palestine). Im Anschluss war er vom 22. April 1928 bis zum 7. März 1931 Resident und Oberbefehlshaber der britischen Kolonie Aden und wurde mit der Übernahme der Amtsgeschäfte zum Knight Commander des Order of the British Empire geschlagen. Von Januar 1931 bis Februar 1934 war er Gouverneur von Tanganjika. Während seiner Regierungszeit setzte er sich unter anderem für die Errichtung einer Schule nach europäischem Schulbild in Arusha ein, die letztendlich 1934 für die bis dahin zuhause unterrichteten europäischen Kinder eröffnet werden konnte. In seiner Folgeposition als Generalgouverneur des Sudans vom 10. Januar 1934 bis zum 19. Oktober 1940 erfolgte 1939 die Ernennung zum Knight Grand Cross des Order of the British Empire (GBE). 1946 veröffentlichte er in London seine Autobiografie unter dem Titel Tour of Duty.
Er war verheiratet mit einer gebürtigen Broun. Auffindbar ist ein Sohn namens Felix John Stewart, der im Dienstgrad Captain bei den Special Air Service (SAS) diente und am 23. Juli 1944 beim Kriegseinsatz im Zweiten Weltkrieg fiel. Zudem hatte er eine Tochter namens Barbara, die 1981 verstarb. Aus ihrer Ehe mit Michael Duncan David Crichton-Stuart, einem Sohn von Lord Ninian Crichton-Stuart, gingen vier Kinder hervor. Sein Cousin war der Schriftsteller Evelyn Waugh.